# Мир Саид Барака
Мир Саид Барака (1320, Андхой (ныне Афганистан) — 1403, там же) — потомок пророка Мухаммада, религиозный деятель, известен также как суфийский учитель, считается духовным наставником Тимура. Принадлежал к суфийскому ордену Ясавия.

## Биография

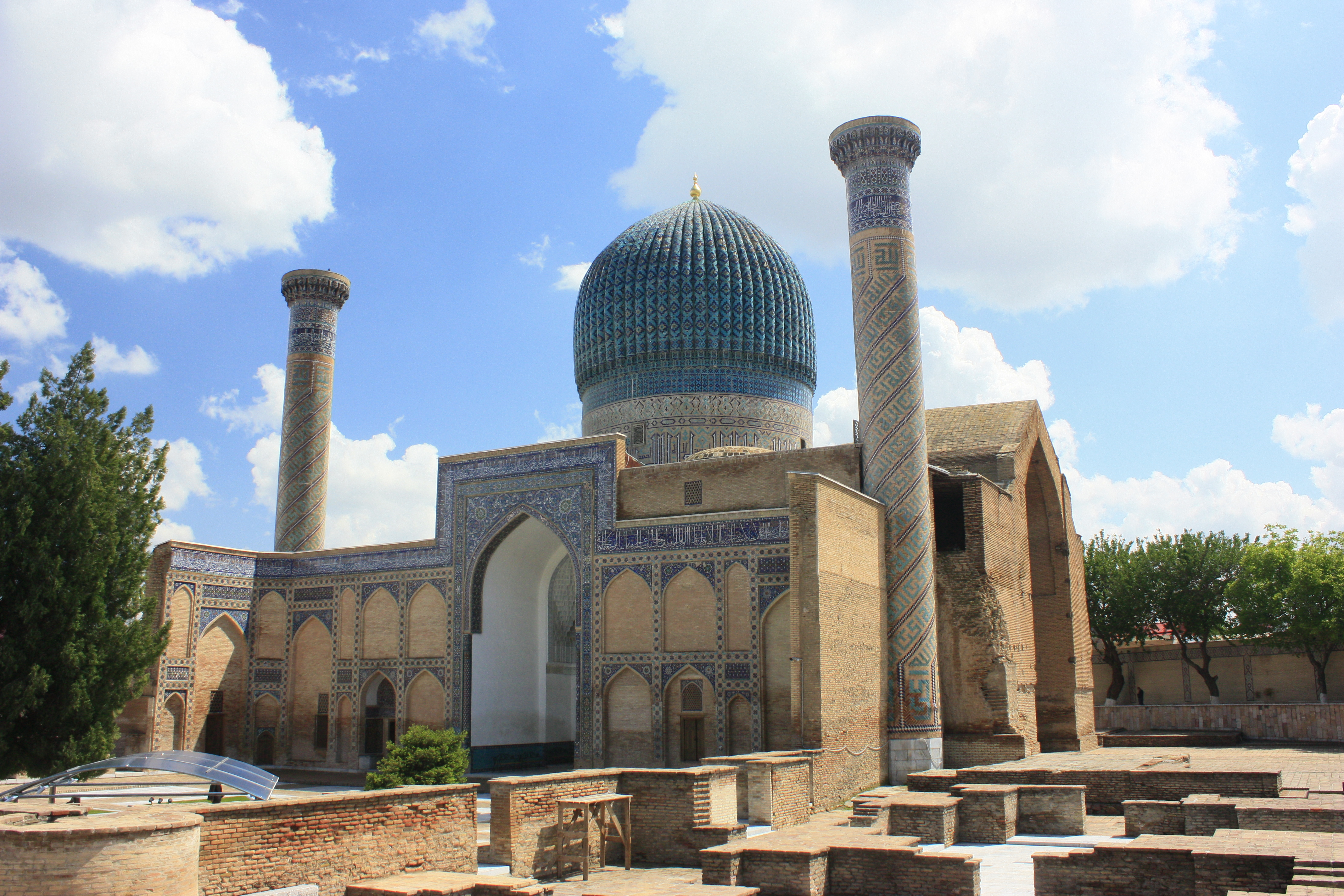
Мавзолей Гур Эмир в Самарканде

Мир Саид Барака родился в семье Саид Амир Хусайна, сына Саид Амир Абдуллы, в Андхое, на территории современного Афганистана, здесь же скончался, но останки были перенесены и захоронены в мавзолее Гур Эмир в Самарканде.
Мир Саид Барака был духовным наставником Тимура с самого начала правления (1370 год) и до начала последнего похода на Китай в 1404 году.
Саид Барака был удостоен величия Тимура и был назначен правителем всех вновь завоеванных мест. Некоторые говорили, что он был магрибцем и жил в Египте до прибытия в Самарканд. По другим источникам, он являлся выходцем из Медины или Мекки. Он стал одним из самых знатных людей городов Мавераннахра и Хорасана в результате того, что оказал помощь Тимуру.
Тимур был мусульманином и поклонником суфийских орденов. Именно Мир Саид Барака вручил Тимуру символы власти: барабан и знамя, когда тот пришёл к власти в 1370 году. Мир Саид Барака предсказал эмиру великое будущее. Он сопровождал Тимура в его больших походах. В 1391 году он благословил его перед битвой с Тохтамышем. Согласно источникам, в решающий момент сражения он крикнул по-тюркски — «ягы кочди», что означало враг бежал. В 1403 году они вместе оплакивали неожиданно скончавшегося престолонаследника — Мухаммад-Султана.
По данным арабского историка Ибн Арабшаха Тимур постоянно говорил: «Все что я достиг в государстве и завоеванные мною сильнейшие страны — все это достигнуто из-за молитвы и благословения шейха Шамсуддина ал-Хаворийа и вся нашедшая удача только от Саида Бараки».

## Смерть

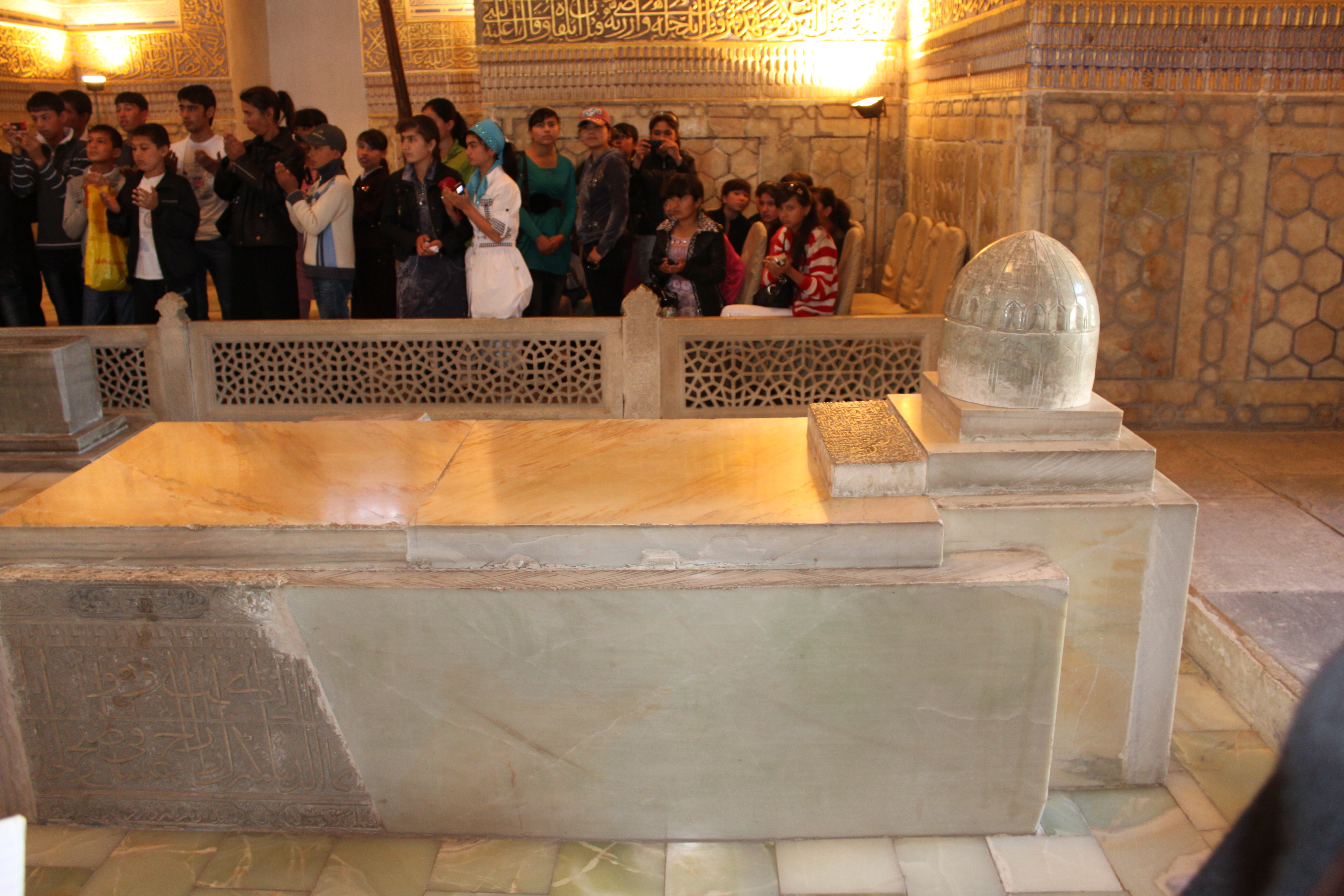
Надгробие Мир Саид Барака в мавзолее Гур Эмир

После смерти Мир Саид Барака был похоронен в Андхое, а в 1405 году его останки были перезахоронены младшим сыном Тимура Шахрухом в мавзолее Гур-Эмир в Самарканде. Местоположение его могилы было спланировано таким образом, что у его ног оказался похоронен сам Тимур.